# Verweildauer
Der Begriff Verweildauer (oder Aufenthaltsdauer) wird im Gesundheitswesen verwendet. Er gibt die Anzahl der Tage an, in der ein Patient im Durchschnitt in einem Krankenhaus vollstationär untergebracht ist. Für die Bestimmung des Bettenbedarfs ist neben der Zahl der Krankenhausfälle auch die Verweildauer von Bedeutung. Die durchschnittliche Verweildauer eines Patienten im Krankenhaus wird unter anderem beeinflusst durch 
- individuelle Faktoren wie Alter, Geschlecht, Konstitution, Art und Schwere der Krankheit, Familienstand, Wohngemeinschaft, Art der Krankenversicherung
- medizinische Faktoren wie Entwicklungsstand der Medizin, Disziplin, Qualifikation der Ärzte und des Pflegepersonals
- krankenhausspezifische Faktoren wie Bettenangebot und Bettennutzung, Entlassungspraxis, Art und Umfang der medizinisch-technischen Ausstattung, Größe und Alter des Krankenhauses und Art des Krankenhausträgers. Ein Krankenhaus kann selbst auf die Länge der Verweildauer im begrenzten Ausmaß Einfluss nehmen.

Die Definition der Verweildauer in Deutschland lautet gemäß § 1 Abs. 7 Verordnung zum Fallpauschalensystem für Krankenhäuser (KFPV): „Maßgeblich […] ist die Zahl der Belegungstage. Belegungstage sind der Aufnahmetag sowie jeder weitere Tag des Krankenhausaufenthalts ohne den Verlegungs- oder Entlassungstag […] ; wird ein Patient oder eine Patientin am gleichen Tag aufgenommen und verlegt oder entlassen, gilt dieser Tag als Aufnahmetag.“
Ausschlaggebend ist die Anwesenheit um 24 Uhr (Mitternacht); zum Beispiel beträgt die Verweildauer bei Aufnahme am Montagmorgen und Entlassung am Freitagmorgen vier Tage. Die Verweildauer wird als Durchschnittswert für Bundesländer, Fachabteilungen und bestimmte Diagnosen angegeben.

## Hintergrund
In Deutschland hat die Verweildauer bei den Krankenhäusern eine erhebliche finanzielle Bedeutung. Die vor 2004 üblichen Abrechnungen nach Tagessätzen bei längeren Krankenhausaufenthalten führten zu Mehrerlösen. Im Zuge der Gesundheitsreform wurde angestrebt, solche medizinisch überflüssigen stationären Behandlungen zu verhindern und durch das im März 2002 in Kraft getretene Gesetz zur Einführung des diagnoseorientierten Abrechnungssystems nach Fallpauschalen für die Krankenhausleistungen zu ändern.
Die Fallpauschalenvergütung  bedeutet, dass für bestimmte Diagnosen (vgl. ICD-10) und Prozeduren (vgl. OPS) die Krankenhäuser einen festen Betrag bei den Kostenträgern abrechnen können. Dies wurde mit dem GMG für Krankenkassen eingeführt. Die Einführung von Fallpauschalen nach Diagnosen birgt jedoch das Risiko in sich, dass Klinikärzte sich unter Druck gesetzt fühlen könnten, häufiger Diagnosen zu stellen oder Prozeduren und Operationen häufiger durchzuführen, für die der Arbeitgeber, beispielsweise ein privatwirtschaftlich getragenes Krankenhaus, vom Kostenträger eine höhere Fallpauschale bekommt und die vielleicht nicht medizinisch notwendig oder sinnvoll sind. Die seit dem 1. Januar 2004 verbindlichen Fallpauschalen (DRGs) ersetzten die bis dato zur Abrechnung genutzten Tagessätze. Damit wurde auch der Begriff  der Verweildauer eingeführt. Im Gegensatz zur früheren Abrechnungsform steigen bei einer Abrechnung nach Fallpauschalen bei gleichem Erlös die Kosten einer Klinik umso mehr, je länger ein Patient im Krankenhaus verweilt. Daher besteht für die Krankenhäuser ein wirtschaftlicher Anreiz, Patienten so früh wie möglich nach Hause oder in die ambulante Weiterbehandlung zu entlassen.
Die vergütete Verweildauer hängt also von der Fallgruppe ab, in die ein Patient eingestuft wurde. Bestimmende Faktoren für die Fallgruppe sind die gestellte Hauptdiagnose, mögliche Nebendiagnosen, die durchgeführten Prozeduren und andere fallrelevante Kriterien.
In Deutschland betrug die durchschnittliche Verweildauer 13,4 Tage im Jahr 1991, 11,9 Tage im Jahr 1994 und im Jahr 2003 8,9 Tage, während sie im EU-Durchschnitt 6,1 Tage beträgt. Eine weitere Senkung der Verweildauer in Deutschland ist nicht ausgeschlossen.

## Grenzverweildauer
Unterschieden werden eine obere und untere Grenzverweildauer (GVD):

### Obere Grenzverweildauer (gemäß Fallpauschalenkatalog)
Die obere Grenzverweildauer  legt fest, ab welcher Aufenthaltsdauer im Krankenhaus ein tagesbezogener Zuschlag vergütet wird. Für jede einzelne DRG wird im Fallpauschalen-Katalog gemäß der gültigen Fallpauschalenvereinbarung (FPV) der erste Tag mit Zuschlag und eine Bewertungsrelation je Zuschlagstag ausgewiesen (Beispiel für 2016: DRG 901C OGVD = 33 und Bewertungsrelation je Tag 0,093). Für den ersten Tag mit Zuschlag und für jeden weiteren Belegungstag des Krankenhausaufenthaltes wird dann diese Bewertungsrelation dazugerechnet (im Beispiel 901C bei 42 Tagen Verweildauer zehn Zuschlagstage und damit 10*0,093, also ein Zuschlag von 0,930). Ob diese die entsprechenden zusätzlichen Kosten decken, ist vom Einzelfall abhängig.
Ermittelt wird der Zuschlagsbetrag, indem die zusätzliche Bewertungsrelation für diesen Fall mit dem jeweiligen Landesbasisfallwert multipliziert wird.

### Untere Grenzverweildauer
Ist die Verweildauer des Patienten nicht länger als die untere Grenzverweildauer, so wird von der Fallpauschale ein Abschlag berechnet. Im Fallpauschalenkatalog wird als untere Grenzverweildauer der 1. Tag mit Abschlag sowie eine Bewertungsrelation je Abschlagstag angegeben.
Beispiel: DRG 2016 B70E  für  Schlaganfälle
1.Tag mit Abschlag  2
Bewertungsrelation je Tag 0,501
Das bedeutet bei Verweildauer (VWD) 1 Tag werden 1,002 vom Relativgewicht (RG) abgezogen: 1,515 – 1,002 = 0,510
Bei VWD von 2 Tage 0,501: 1,515 – 0,501= 1,014
Erst ab der VWD von 3 Tagen wird das volle RG  berechnet = 1,515
Es gibt DRGs, bei denen der Abschlag nur geschätzt ist, und solche, bei denen die Kosten für die Kurzlieger getrennt berechnet wurden. Damit wird dem geringeren Aufwand für den Patienten, mehr oder weniger exakt, Rechnung getragen.
Der Erlös für wird gegenüber dem Kostenträger berechnet, indem das ermittelte Effektivgewicht mit der jeweiligen Landesbaserate multipliziert wird. Damit beträgt der Abschlag bei einer Landesbaserate von z. B. 3200,- Euro im obigen Beispiel bei einem Tag
VWD 1 T   Abschlag  3206,40  Krankenhaus bekommt 1632,00 Euro.
VWD 2 T   Abschlag  1603,20  Krankenhaus bekommt 3235,20 Euro
VWD 3 T   Abschlag     0  Krankenhaus bekommt 4848,00 Euro
Das gilt bis  19 Tagen VWD da die obere Grenzverweildauer  bei der B70E mit 20 T festgesetzt ist gibt es ab VWD  20  für jeden Tag zusätzlich  einen Zuschlag von 0,111 RG das bedeutet 355,20 Euro.

## Internationale Übersicht über die Verweildauer
Die OECD hat 2007 eine Statistik über die durchschnittliche Verweildauer in der Akutversorgung publiziert. In Japan beträgt sie 19,8 Tage, in Deutschland 8,6, in der Schweiz 8,5 Tage. Weitere Länder: Tschechische Republik 8, Slowakische Republik und Luxemburg 7,3, Portugal 7,1, Niederlande 6,8, Irland 6,6, Polen 6,5, Ungarn 6,3, Vereinigtes Königreich 6,1, Österreich 5,9, USA 5,6, Island und Frankreich 5,4, Norwegen 5,2, Finnland 4,8, Schweden 4,6, Mexiko 4 und Dänemark 3,5. Der Durchschnitt dieser Länder beträgt 6,8 Tage.
Von den folgenden OECD-Ländern lagen keine Daten vor: Australien, Belgien, Griechenland, Italien, Kanada, Südkorea, Neuseeland, Spanien und Türkei.

## Kritik  an der Verweildauerverkürzung
Eine vorzeitige Entlassung von Patienten aus dem Krankenhaus aus wirtschaftlichen Gründen wird von Kritikern als „Blutige Entlassung“ bezeichnet. Vorzeitige Entlassungen bergen neben den Risiken für die Patienten aber auch Kostenrisiken für die Kostenträger, z. B. wenn wegen der Erkrankung vermehrt ambulante Krankenbehandlung, häusliche Krankenpflege oder gar ein erneuter stationärer Krankenhausaufenthalt nötig werden („Drehtür-Effekt“).
Von niedergelassenen Ärzten wird kritisiert, dass sie das wirtschaftliche Risiko der Entlassungen zu tragen haben, da die ambulanten Behandlungen durch die nicht abgeschlossene Heilung teurer und aufwändiger werden, ohne dass sie bei den Kostenträgern vollständig abgerechnet werden können.

## Vermeidungsstrategien
Um „blutige Entlassungen“ zu vermeiden, wurde im Abrechnungsverfahren mit den Krankenhäusern die Grenzverweildauer geregelt. Besonders kurze Krankenhausaufenthalte haben demnach Abschläge oder eine eigens hierfür kalkulierte Fallpauschale, besonders lange Aufenthalte Zuschläge auf die Fallpauschale zur Folge. Außerdem gibt es Fristen nach der Entlassung aus dem Krankenhaus, die im Falle einer erneuten stationären Aufnahme die Abrechnung einer neuen Fallpauschale ausschließen. Dies trifft jedoch nur zu, wenn bestimmte Kriterien der Fallpauschalenvereinbarung (FPV) erfüllt sind. Der Gesetzgeber hat im § 17 b des Krankenhausfinanzierungsgesetzes festgelegt, bis Ende 2005 eine Begleitforschung vorlegen zu müssen. Der Auftrag dazu wurde im Mai 2008 durch Ausschreibung im Amtsblatt der Europäischen Union in Auftrag gegeben.